# Salsa gribiche

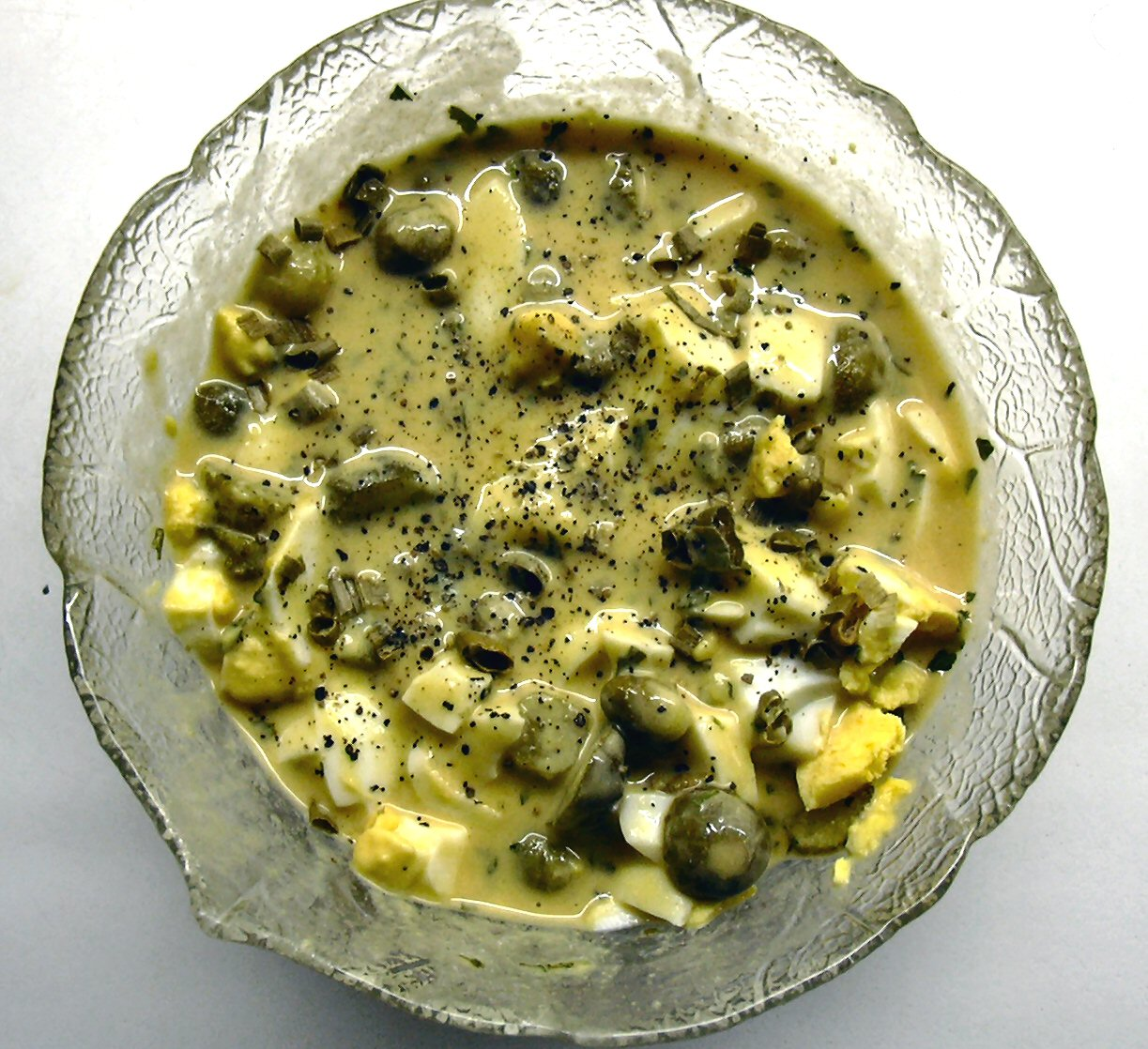
Salsa gribiche (no tradicional) mostrando sus ingredientes.

La salsa gribiche es una salsa emulsionada fría típica de la cocina francesa. Si se emplea fría es adecuada para pescados o platos de legumbres, así como espárragos, alcachofas, coliflor, etc. Se trata de una emulsión de yema de huevo duro (y crudo en proporción de tres a uno) mezclado con aceite. En la cocina francesa es habitual encontrar esta salsa al servir un Tête de veau (cabeza de ternera hervida). O también lengua de vacuno. Esta salsa posee las texturas de la mahonesa pero con el sabor ácido de las vinagretas.

## Características
La salsa se elabora con yema de huevo cocida y pasadas a través de un tamiz, la mezcla lleva dos yemas cocidas mezclada con una cruda. A la mezcla se le añade mostaza y una pizca de sal. La mezcla se trabaja con un batidor de alambres, al igual que se suele hacer con la mahonesa, hasta que logra espesarse. Se añade un poco de vinagre para aligerar la mezcla y cuando está listo se añade aceite de oliva. En algunos recetarios modernos incluyen diversos elementos encurtidos como son las alcaparras, estragón, perifolio, huevo duro picado en juliana.